# Berberis heteropsis
Berberis heteropsis är en berberisväxtart som beskrevs av Ahrendt. Berberis heteropsis ingår i släktet berberisar, och familjen berberisväxter. Inga underarter finns listade i Catalogue of Life.